# Онтаріо (озеро)
Онта́ріо (англ. Lake Ontario, фр. Lac Ontario) — озеро в Канаді та США в групі Великих Озер. В озеро впадає річка Ніагара, витікає — річка Святого Лаврентія. Сполучене з озерами Ері та Гурон та з річками Гудзон і Оттава каналами. Становить частину Морського шляху Св. Лаврентія, Водного шляху Трент-Северен. Головні порти: Торонто, Гамільтон, Рочестер.

## Назва
Назва озера походить з мови індіанського племені гуронів і означає «велике озеро». Від його назви і пішла назва провінції Онтаріо. На старих картах можна побачити різні назви озера: на карті від (1662—1663) озеро називалося Ондіара (Ondiara); на французьких картах від 1712, накреслених військовим інженером Жаном-Баптістом (фр. Jean-Baptiste de Couagne), озеро мало назву Фронтенак (фр. Lac Frontenac).

## Географічні дані
- Площа — 19,5 тис. км².
- Висота над рівнем моря — 75 м.
- Довжина берегової смуги — 1146 км.
- Довжина — 311 км.
- Ширина — 85 км.
- Глибина:
  - найбільша — 244 м (криптодепресія);
  - середня — 86 м.

## Геологія
Озеро утворилось над м'якими Силурійськими скелями під час Вісконсінського зледеніння. Льодовик розширив дольодовикове річище річки Онтаріо приблизно того ж напрямку. Льодовикова морена залишилась в центральній і західній частині штату Нью-Йорк і загатила давню долину річки Святого Лаврентія і, таким чином, рівень озера знаходився на високому рівні. Це положення відомо, як озеро Ірокезів. Протягом того часу озеро скидало воду через сучасні Сіракузи, Нью-Йорк у Могавк-рівер. Стару берегову лінію, яка була створена протягом цієї стадії озера, може легко визначити (зараз сухими) пляжами і пагорбами на віддалі від 15 до 40 км на південь від сучасної берегової лінії.
Коли льодовик остаточно розтанув рівень долини Святого Лаврентія виявився нижче рівня моря і озеро стало ненадовго затокою океану. Поступово земля піднялася від навантаження двокілометрової товщі льоду. Цей підйом триває досі і становить до 30 см за століття в області Святого Лаврентія. Найшвидше підіймається північний бік озера. Тому ложе озера поступово нахиляється на південь, заливаючи південний берег і перетворюючи річкові долини на бухти. Як північні, так і південні береги мають значну ерозію берегової лінії, але нахил підсилює цей ефект саме на південному березі.